# 北坎布里亚 (宾夕法尼亚州)
北坎布里亚是美国宾夕法尼亚州坎布里亚县的一个城镇行政区。该市镇是宾夕法尼亚州约翰斯敦都会统计区的一部分。2010年人口普查时人口为3,835人。

## 历史
北坎布里亚自治市于2000年1月1日成立。它由当地两个较小的市镇巴恩斯伯勒和斯潘格勒合并而成。合并提案在1997年的选举中提交给居民，在斯潘格勒以410票对243票通过，在巴恩斯伯勒以466票对324票通过。
19世纪初至中期，欧洲人首次在该地区定居。靠近萨斯奎哈纳河西支的地理位置使得该地水运交通便利，因此木材行业最先进入该地区。随着定居者增加，该地的小型农场发展起来，随着工业化的进行，该地区的经济结构在19世纪90年代发生了变化，当时该地区发现了广阔的烟煤田，其开采成为本地的主导产业。因为矿业公司需要熟练的工人，许多来自英国和东欧的移民涌入小镇。为了运输煤炭，该镇通了铁路，紧接着随着资金的涌入，小镇开始繁荣起来。到1980年代，美国东北部的煤炭工业开始衰落，该地区的人口也随之下降。
为了应对人口下降和产业流失带来的问题，巴恩斯伯勒和斯潘格勒两个小镇开始计划合并，以便提高公共资金的利用效率和吸引产业入驻。但即便是合并后人口数据仍然显示这个地区缺乏吸引力，2000年时有4200人居住在这里，20年后仅剩3500多人。

## 地理
北坎布里亚位于坎布里亚县西北角附近，坐标为北纬 40°39′21″、西经 78°46′46″，位于萨斯奎哈纳河西支的河谷中，靠近其源头。
根据美国人口普查局的数据，北坎布里亚总面积为 3.0 平方英里（7.7 平方公里），全部为陆地。
该镇属温带大陆性气候，柯本气候分类法里属于亚寒带湿润型大陆气候。冬季寒冷漫长，春秋季凉爽，夏季温暖短促。
当地公立学区是北坎布里亚学区。该学区有两所学校位于北坎布里亚区。北坎布里亚小学/中学招收学前班至8年级的学生，而北坎布里亚高中招收9至12年级的学生。

## 交通
本地主要交通干线是美国219号国道，该公路直接穿过该镇，向南延伸15英里（24公里）至县城埃本斯堡，向北延伸47英里（76 公里）至杜波依斯。这个城镇曾有客运铁路服务，但如今已经停运。

## 人口
根据2019 年人口普查，该行政区共有3,588人、1,763户家庭和1,191个家族。人口密度为每平方英里1,401.9人（541.3人/平方公里）。共有1,954个住房单元，平均密度为每平方英里652.4个（251.9/平方公里）。该行政区的种族构成为 99.31%白人、0.07%非裔美国人、0.10%美洲原住民、0.24%亚裔、0.02%太平洋岛民、0.10%其他种族，以及0.17%来自两个或多个种族。任何种族的西班牙裔或拉丁裔占人口的0.31%。
共有1,763户家庭，其中28.1%有18岁以下儿童与其同住，51.3%为同居夫妇，11.9%有无丈夫的女性户主，32.4%为非家庭。29.3%的家庭由个人组成，17.7%的家庭有65岁或以上的独居者。平均家庭规模为2.37，平均家族规模为2.92。

## 著名人物
- 克里斯·哥伦布，《小鬼当家》、《窈窕奶爸》和前两部《哈利·波特》电影的导演。出生于斯潘格勒，即现在的北坎布里亚。
- J. 欧文·沃利，美国众议院共和党议员（宾夕法尼亚州）。出生于巴恩斯伯勒，即现在的北坎布里亚

| 调查年   | 人口  | 备注 | %±    |
| -------- | ----- | ---- | ----- |
| 2000     | 4,199 |      | —     |
| 2010     | 3,835 |      | −8.7% |
| 2020     | 3,560 |      | −7.2% |
| Sources: |       |      |       |